# Jonge Democraten
De Jonge Democraten is een Nederlandse sociaalliberale politieke jongerenorganisatie (PJO), opgericht in 1984. De JD is onafhankelijk, maar voelt zich verbonden met D66. Lidmaatschap staat open voor jongeren van 12 tot en met 30 jaar. Momenteel heeft de JD een paar duizend leden. De Jonge Democraten zijn de grootste politieke jongerenorganisatie waar het gaat om leden die subsidiabel zijn (14 t/m 28 jaar).

## Beginselen
De start van de Beginselverklaring van de JD luidt: "De Jonge Democraten zijn een sociaalliberale politieke jongerenorganisatie. Zij hebben als ideaal een maatschappij waarin elk individu zich vrij en naar eigen inzicht ten volle kan en mag ontplooien." Deze ontplooiing moet geschieden in vrijheid en verantwoordelijkheid, naar eigen inzicht en overtuiging, in solidariteit met de medemens en zonder politieke, sociale en economische discriminatie van anderen. Kernwaarden van de organisatie zijn vrijheid, gelijkwaardigheid, solidariteit, duurzaamheid en pragmatisme. De JD staat tevens een radicale democratisering van de maatschappij voor en afficheert zich als sociaalliberaal.

## Speerpunten
De Jonge Democraten staan een sociaalliberale politiek voor. Belangrijke speerpunten van de Jonge Democraten zijn onder andere:
- Verhoging van de AOW-gerechtigde leeftijd en fiscalisering van de AOW
- Bindende, correctieve referenda
- Legalisering en regulering van drugs
- Bescherming van de burgerlijke vrijheden
- Gelijke behandeling van gender- en seksuele minderheden
- Privacy
- Directe verkiezing van burgemeesters, commissarissen van de koning, de minister-president en het staatshoofd
- Invoering van het leenstelsel voor studenten in het Hoger Onderwijs
- Verdere Europese integratie, uitmondend in een federaal Europa
- Invoering van een CO2-taks en een vleestaks

## Recente acties
- In 2008 zijn de Jonge Democraten het burgerinitiatief 'Vrij op stap' begonnen, waarbij 40.000 handtekeningen binnen moeten worden gehaald om dit op de agenda van de Tweede Kamer te krijgen. Vrij op stap is een reactie op initiatieven voor eerdere sluitingstijden voor cafés.
- Op het D66-congres van 7 oktober 2006 in Amsterdam amenderen de Jonge Democraten het verkiezingsprogramma van D66. In de concept-tekst van het programma staat dat D66 een staatscommissie een onderzoek wil laten uitvoeren naar de huizenmarkt en de hypotheekrenteaftrek. Maar de Jonge Democraten amenderen de tekst. In het programma staat nu dat D66 de hypotheekrenteaftrek wil beperken tot een waarde van 500.000 euro.
- De Jonge Democraten hadden vanaf juni 2006 tot november 2006 een afdeling in Bogota (Colombia). JD-leden werken in Colombia nauw samen met de liberale zusterorganisatie. Op deze manier krijgen JD'ers beter inzicht in de politieke situatie in Colombia en steunen de JD'ers hun Colombiaanse collega's in het bevorderen van de politieke jongerenparticipatie.
- Op het D66-congres van 13 mei 2006 dienen de Jonge Democraten een motie in waarin de Tweede Kamerfractie van D66 wordt gevraagd het vertrouwen in minister Verdonk op te zeggen. De motie krijgt onvoldoende steun, maar het verhitte debat op het congres legt bloot hoeveel moeite D66-leden hebben met het beleid van de minister. Minister Pechtold zegt het congres toe dat het voor Verdonk 'three-strikes-out' is. Een maand later zegt de D66-fractie in de kwestie-Hirsi Ali alsnog het vertrouwen op in minister Verdonk en valt het kabinet Balkenende II.
- De Jonge Democraten voeren in mei 2005 campagne vóór de Europese Grondwet met de 'Grondwet Voor' campagne. Daarbij achtervolgt de JD Geert Wilders met een caravan. De campagne trekt veel aandacht en haalt onder andere het NOS acht uur journaal en 24 buitenlandse media berichtten over de grondwetcampagne van de Jonge Democraten.
- In 2015 opende de Jonge Democraten 's werelds eerste XTC-winkel in Amsterdam om aandacht te vragen voor de legalisering van XTC. Hier werden echter geen echte XTC-pillen verkocht maar enkel placebo's.

## Structuur
Het hoogste orgaan van de Jonge Democraten is de Algemene Leden Vergadering (ALV), ook wel bekend als het congres. Het congres wordt driemaal per jaar georganiseerd. Alle leden hebben een gelijke mogelijkheid om beslissingen te beïnvloeden doordat het principe van één persoon, één stem wordt gehanteerd. Het congres kiest individuele leden van het Landelijk Bestuur.

### Landelijke organen
Volgens het Huishoudelijk Reglement van de Jonge Democraten bestaat er een aantal Landelijke Organen:
Het Landelijk Bestuur is het bestuur dat de verantwoordelijkheid en het mandaat heeft voor het dagelijks bestuur van de vereniging. Zij ondersteunen de afdelingen, zijn verantwoordelijk voor de administratie, landelijke campagnes, congressen, verenigingsweekenden en meer.
De DEMO is het verenigingsblad van de Jonge Democraten. De hoofdredactie wordt doorgaans verkozen op het Septembercongres en is onafhankelijk van het Landelijk Bestuur.

### Afdelingen
De JD kent verschillende lokale afdelingen. Ieder lid kan onderdeel uitmaken van een afdeling naar keuze. Elke afdeling kent een afdelingsbestuur en een Algemene Afdelingsvergadering (AAV). Deze AAV is het hoogste orgaan van de afdeling en elk afdelingslid heeft stemrecht op de vergadering.
De JD bestaat uit de volgende lokale afdelingen, met tussen haakjes in welke steden ze actief zijn:
- Amsterdam (Amsterdam, Haarlem, Hoorn, Alkmaar, Almere)
- Arnhem-Nijmegen (Zwolle, Enschede, Deventer, Arnhem, Nijmegen)
- Brabant ('s-Hertogenbosch, Eindhoven, Tilburg, Breda)
- Fryslân (Leeuwarden, Drachten)
- Groningen-Drenthe (Groningen)
- Leiden-Haaglanden (Leiden, Den Haag, Delft)
- Limburg (Maastricht, Venlo, Roermond)
- Rotterdam (Rotterdam)
- Utrecht (Utrecht)

### Lijst voorzitters
| Van            | Tot            | Naam                                             |
| -------------- | -------------- | ------------------------------------------------ |
| November 2000  | Oktober 2002   | Jasper Hörmann                                   |
| Oktober 2002   | April 2003     | Daniëlle Paulssen (ad interim)                   |
| April 2003     | Augustus 2004  | Vincent Verkoelen                                |
| April 2004     | Oktober 2005   | Jan Paternotte (periode aug-okt 2004 ad interim) |
| Oktober 2005   | Oktober 2006   | Reinout de Vries                                 |
| Oktober 2006   | Oktober 2007   | Ton Monasso                                      |
| Oktober 2007   | Oktober 2008   | Floris Kreiken                                   |
| Oktober 2008   | Oktober 2009   | Rob Jetten                                       |
| Oktober 2009   | Oktober 2010   | Thomas Bakker                                    |
| Oktober 2010   | Oktober 2011   | Maarten Koning                                   |
| Oktober 2011   | Oktober 2012   | Nikie van Thiel                                  |
| Oktober 2012   | Juni 2013      | Wieke Timmermans                                 |
| Juni 2013      | September 2013 | Pauline Kastermans (ad interim)                  |
| September 2013 | September 2014 | Stefan de Koning                                 |
| September 2014 | September 2015 | Dirkjan Tijs                                     |
| September 2015 | September 2016 | Elene Walgenbach                                 |
| September 2016 | September 2017 | Wouter van Erkel                                 |
| September 2017 | September 2018 | Kevin Brongers                                   |
| September 2018 | September 2019 | Dennis van Driel                                 |
| September 2019 | September 2020 | Annabel Broer                                    |
| September 2020 | September 2021 | Léonie Janssen                                   |
| September 2021 | September 2022 | Joris Hetterscheid                               |
| September 2022 | September 2023 | Kalle Duvekot                                    |
| September 2023 | September 2024 | Floris van der Valk                              |
| September 2024 | Heden          | Frouke van Dam                                   |

## Jan-Willem Bertenstrofee
Elk zomercongres wordt de Jan-Willem Bertenstrofee uitgereikt aan de Jonge Democraat die zich op een bijzondere manier verdienstelijk heeft gemaakt voor de vereniging. De trofee is vernoemd naar voormalig D66-Europarlementariër en topdiplomaat Jan-Willem Bertens.

## Internationale koepelorganisaties
De Jonge Democraten zijn, net zoals de JOVD, lid van de Europese liberale jongerenorganisatie LYMEC en de internationale liberale jongerenfederatie IFLRY.